# Aema buin 3
Aema buin 3 (en coreano, 애마부인 3) es una película de drama romántico erótico surcoreana de 1985 dirigida por Jeong In-yeob. Es la segunda secuela de Aema buin (1982) y tercera parte de la serie de películas de mayor duración en el cine coreano.

## Gráfico
Aema está casada con un profesor Noh en esta entrada de la serie Aema Buin. El profesor Noh se ha obsesionado con el sexo a través de su investigación y experiencias salvajes en el extranjero. En consecuencia, no está satisfecho con Aema. Aema tiene una aventura con un luchador profesional que se parece a su primer novio y luego busca el perdón de su marido. Cuando su reconciliación resulta un fracaso, Aema deambula por las calles desesperada.

## Reparto
- Kim Bu-seon como Aema[1]
- Lee Jung Gil
- Jang Seung-hwa
- Jin Bong Jin
- Park Won Sook
- Oh Hye-min
- Kim Chin-tai
- Choi Jong-won
- Jo Yong-gwon
- Kim Uk